# ماري هيلي (ممثلة)
ماري هيلي (بالإنجليزية: Mary Healy)‏ هي ممثلة أمريكية، ولدت في 14 أبريل 1918 في نيو أورلينز في الولايات المتحدة، وتوفيت في 3 فبراير 2015 في كالاباساس في الولايات المتحدة بسبب مرض.

## وصلات خارجية
- ماري هيلي على موقع IMDb (الإنجليزية)
- ماري هيلي على موقع ميوزك برينز (الإنجليزية)
- ماري هيلي على موقع قاعدة بيانات برودواي على الإنترنت (الإنجليزية)
- ماري هيلي على موقع أول ميوزيك (الإنجليزية)
- ماري هيلي على موقع ديسكوغز (الإنجليزية)
- ماري هيلي على موقع قاعدة بيانات الفيلم (الإنجليزية)